# California Water Service

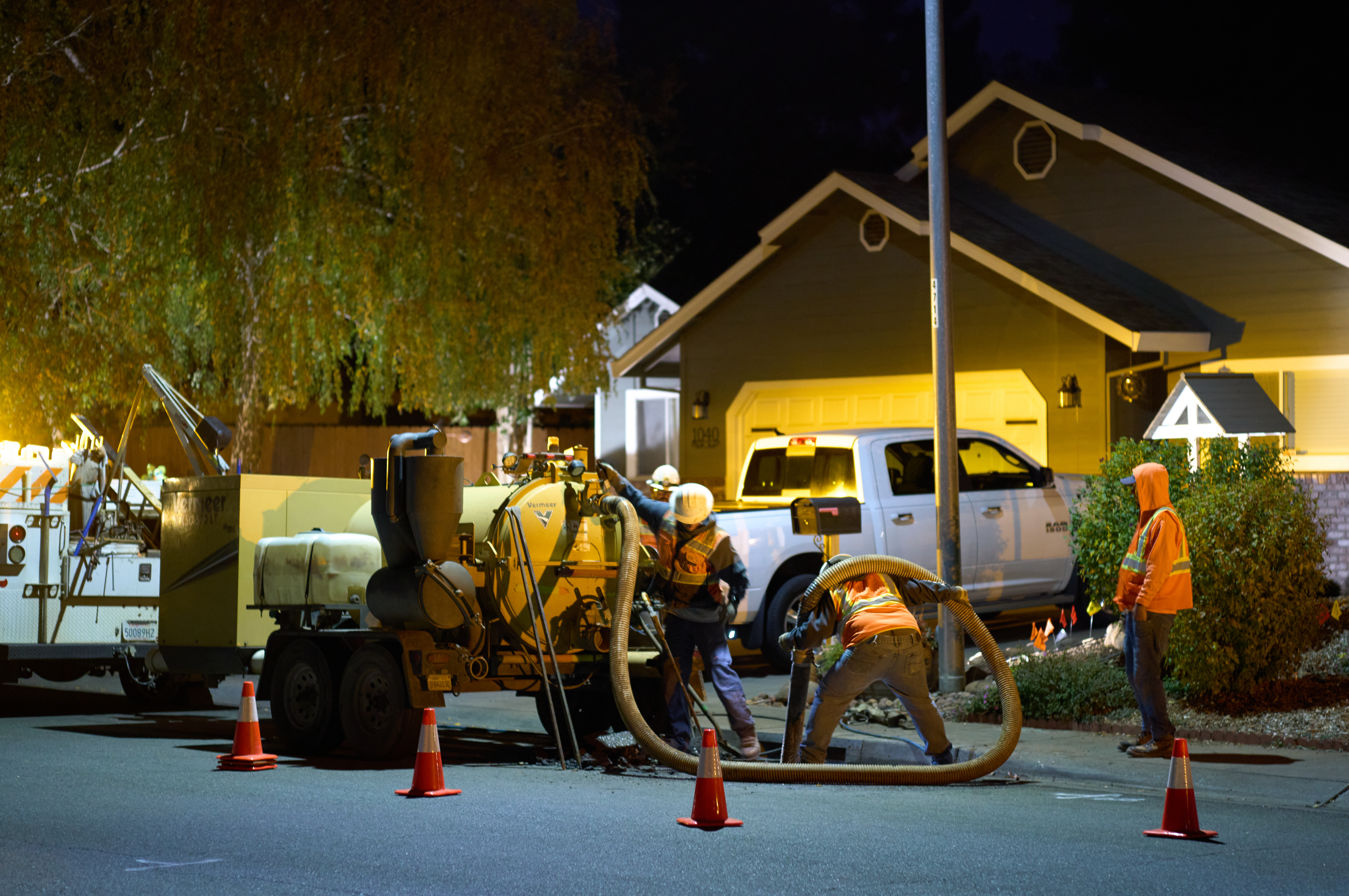
Arbeiter des Wasserversorgers California Water Service während einer nächtlichen Reparatur im Westen von Chico (2022)

California Water Service, allgemein auch als Cal Water bekannt, ist ein amerikanisches Unternehmen, das Trinkwasser- und Abwasserdienstleistungen in verschiedenen Regionen im Bundesstaat Kalifornien anbietet. Es wurde 1926 gegründet und hat seinen Hauptsitz in San Jose, Kalifornien. Das Unternehmen bedient mehrere lokale Bezirke und versorgt mehr als 484.900 Kunden.

## Ursprünge
Die California Water Service Company begann im Jahr 1926 durch die Übernahme von fünf separaten Wasserversorgungssystemen:
- Chico Water Supply Company am 14. Oktober 1926
- Visalia City Water Company am 15. Oktober 1926
- Bakersfield Water Works am 15. Oktober 1926
- Electric Water Company (Bakersfield) am 15. Oktober 1926
- Fresno City Water Company am 18. Oktober 1926

## Wachstum
Das Unternehmen erlebte nach dem Zweiten Weltkrieg ein schnelles Wachstum. Am Ende des Krieges hatte das Unternehmen 105.110 Anschlüsse für Wasserdienste. 15 Jahre später, im Jahr 1960, hatte sich die Kundenanzahl auf  233.197 erhöht. Dies entsprach einer jährlichen Wachstumsrate von 5,5 %. Dies spiegelt die rasche Urbanisierung Kaliforniens wider.
Im Jahr 1997 gründete die California Water Service ein neues Mutterunternehmen, die California Water Service Group, um ihren Service in andere Regionen und Bundesstaaten auszudehnen. Kurz darauf erfolgte eine bedeutende Expansion in Südkalifornien mit dem Kauf der Dominguez Services Corp. für 53 Millionen US-Dollar, wobei deren Tochtergesellschaften Antelope Valley Water Co. und Kern River Valley Water Co. in die Servicebezirke von Cal Water integriert wurden.

## Wasserquellen
Die Bezirke von Cal Water nutzen eine breite Vielfalt von Wasserquellen, einschließlich Oberflächenwasserentnahme, Grundwasserförderung und dem Kauf von Wasser von anderen Wasserversorgern wie dem regionalen Wassersystem der San Francisco Public Utilities Commission.
Im Jahr 2019 wurde ein Plan für den Chico District von Cal Water, Wasser von der Paradise Irrigation District nach den Auswirkungen des Camp Fire von 2018 zu erwerben, in der Studienphase abgebrochen.

## Aufbereitungsanlagen
Das Willows District von Cal Water installierte im Jahr 2016 ein Behandlungssystem, um den Gehalt an hexavalentem Chrom in der örtlichen Wasserversorgung zu reduzieren. Hierbei handelte es sich um das erste stark basische Ionenaustausch-Behandlungssystem seiner Art in den Vereinigten Staaten.